# The Ashes of Empire

Spielelogo

The Ashes of Empire ist ein rundenbasiertes Strategiespiel, welches seit 1982 in verschiedenen Adaptionen u. a. als Postspiel und Online-Spiel erschienen ist.

## Grundzüge des Spieles
Das Spiel findet auf einer Sternenkarte statt, auf der die Spieler von verschiedenen Startpositionen mit Heimatplaneten beginnen und sich ein Sternenreich erobern. Hierfür benötigt man, ähnlich wie bei dem Spiel Master of Orion, verschiedene militärische Einheiten zum Angriff und zur Verteidigung von Planeten, die mit entsprechender Industrie und Bevölkerung gebaut werden können. Die Mitspieler können untereinander Bündnisse eingehen oder sich bekämpfen. Das Spiel endet nach einer vereinbarten Folge von Spielrunden oder durch Planetensieg, einer deutlichen Überlegenheit eines Spielers an Planeten, die von ihm kontrolliert werden (siehe auch Globalstrategiespiel, Risiko).
Jeder Planet verfügt mit seiner Anzahl an Arbeitskräften, einer Produktionsrate und seiner erbauten Industrieanlagen (fuel, ore, rare plants) über charakteristische Produktionsfaktoren. In entsprechenden Werften werden bei ausreichend vorhandenen Rohstoffen Raumschiffe hergestellt – fighter für Raumgefechte und transporter für Frachttransporte oder Gefechte gegen Bodenstationen. In jeder Spielrunde wird produziert, die Flotten werden bewegt und es finden Gefechte statt. Jeder Spieler steht zu seinen Mitspielern in einem „politischen Verhältnis“. Für ein freundschaftliches Verhältnis werden die Spieler mit Punkten belohnt, die er wiederum in Forschung investieren kann, und Verbündete erhalten übereinander genauere Informationen, hauptsächlich über größere Flottenbewegungen. Verbündete können sich beim Angriff oder zur Verteidigung mit Einheiten aushelfen oder miteinander handeln. Um einen Mitspieler anzugreifen, muss das politische Verhältnis über „neutral“ auf „feindlich“ geändert werden.
In der ursprünglichen Zwei-Spieler-Variante wurde als Vorgeschichte von einer Lossagung der Erdenkolonien von ihrem Mutterplaneten ausgegangen und es bildete sich auf der anderen Seite der Planetenkarte eine Gegenregierung, während alle anderen Planeten in ihrer Entwicklungsstufe zurückfielen und als „neutrale“ Planeten agierten. Die Mehrspieler-Varianten wurden auch als eine geschichtliche Weiterentwicklung erklärt: Vormalige und neu gegründete Kolonien erreichten ihre Selbstständigkeit und mischten sich in den Konflikt der ursprünglichen zwei Parteien gleichrangig mit ein.

## Geschichte der Spielentwicklung und Adaptionen

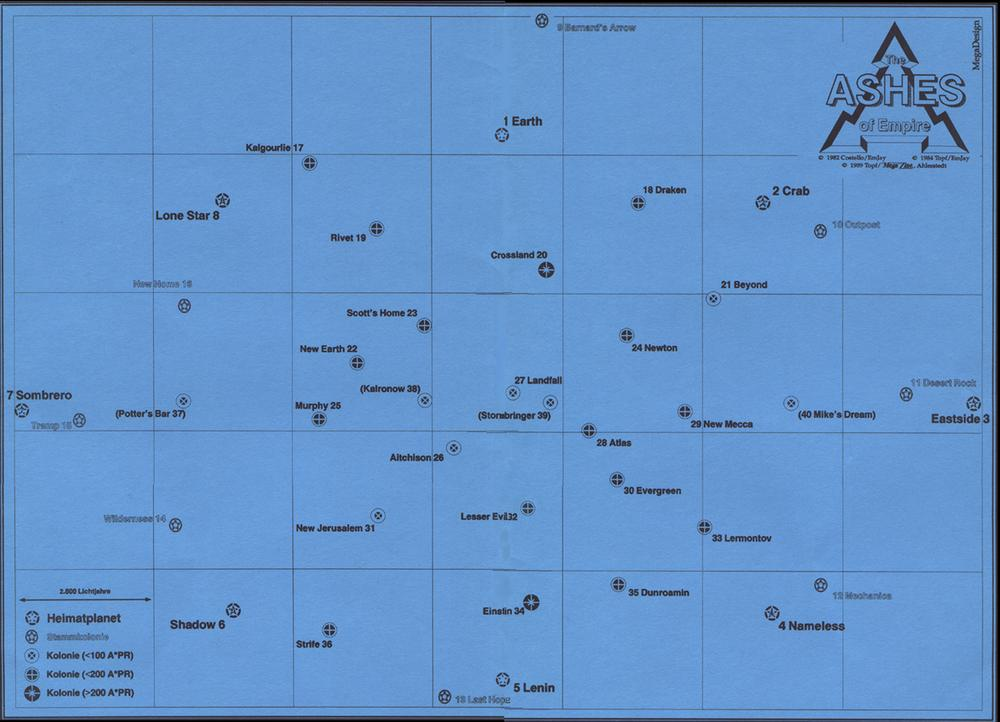
Planetenkarte

Das Spiel wurde ab 1982 für verschiedene Computersysteme realisiert, wie dem VC20, verschiedenen Commodore-Modellen, darunter dem C64 und dem C128, später auch für Amiga und Atari ST und für den PC als DOS- und Windows-Versionen. Dabei wurde die Anzahl der Mitspieler von einem Zweispieler-Modus in Anlehnung an den Ost-West-Konflikt auf bis zu acht Spieler ausgebaut. Die Anzahl der Planeten ist auf 40 Planeten angestiegen. Die Planeten haben feste Positionen mit standardisierten Ausgangswerten und tragen zu Spielbeginn feste Namen.
Schöpfer des Spieles sind Mike Costello (1947–2004) und Harald Topf (* 1960). Harald Topf hat in den 80er Jahren weitere taktische Spiele programmiert, darunter Roman Empire, Desert Armour und August 1914.
Insgesamt sind folgende Versionen erschienen:
- The Ashes of Empire, (2 Spieler / 22 Planeten): TRS-80/Video Genie (Mike Costello), Sinclair ZX81 (Mike Costello), BBC Micro (Mike Costello), Commodore 20xy, 30xy, 40xy (Harald Topf), 48k Spectrum (Mike Costello), Commodore C-64/C-128 (Harald Topf), Commodore VC-20 (Markus Woitzik)
- The Ashes of Empire, (8 Spieler / 36 Planeten): Commodore C-64/128 (Harald Topf)
- The Ashes of Empire, (8 Spieler / 40 Planeten): Commodore C-64/128 (Harald Topf), Schneider CPC (Marian Kassovic), Atari 68000 (Ralf Düpont), Amiga 68000 (Thomas Thönnes), MS-DOS ab 3.30 (Gerd Volberg), MS-Windows ab Win95 (Gerd Volberg), PHP-Browsergame (Henning Harperath)

Das Spiel wurde seit 1987 auf den Internationalen Spieltagen in Essen präsentiert. Von 1990 bis 1994 erhielt das Spiel mehrfach Auszeichnungen, im Megazine Rating der Postspiele erreichte es Anfang der 1990er Jahre mehrfach den 1. Platz. 1992 verlor die Firma Bomico einen Rechtsstreit, sie beabsichtigte ein Computerspiel selbigen Produktnamens auf den Markt zu bringen und hatte auch bereits erste Werbeinserate geschaltet.
Neben der Postspielversion gibt es das Spiel auch seit 1992 als Brettspiel und seit 1998 als Kartenspiel. Bei der Umsetzung als Brettspiel wirkten Thomas Dellenbusch bei der Anpassung der Regeln und Christoph Schmoll bei der Erstellung der Grafiken mit, Grafiken des Kartenspiels entwarf Klaus Großpietsch.
Seit 2015 ist die Postspielvariante als Beleg der technischen Entwicklung Teil der Ausstellung im Deutschen Technikmuseum Berlin.